# Horacio Guarany
Horacio Guarany, nom artístic d'Eraclio Catalin Rodríguez Cereijo (n. Santa Fe, Argentina, 15 de maig de 1925 - 13 de gener de 2017), fou un cantant, escriptor i actor argentí.

## Inicis
De petit ja li agradava cantar i la música, i va aprendre a tocar la guitarra amb el mestre Santiago Aicardi.
El 1943 se'n va anar a Buenos Aires amb la intenció d'obrir-se camí cantant. Vivia en una pensió i es guanyava la vida al barri de La Boca (Buenos Aires) cantant en el local "La Rueda".
Després es va embarcar i va treballar com a cuiner i com a fogoner.
El 1957 va debutar a Radio Belgrano, amb la cançó "El mensú" dels germans Ramón Ayala i Vicente Cidade, amb la qual va aconseguir un cert ressò a través de diverses emissores de ràdio.
Va participar en diverses edicions del "Festival de Cosquín", des del 1961, amb "Guitarra de medianoche", "Milonga para mi perro", "La guerrillera", "No sé por qué piensas tú", "Regalito", "Si se calla el cantor".
Va musicar les lletres del poeta tucumà Juan Eduardo Piatelli: "Canción del perdón", "No quisiera quererte", entre d'altres.

## Culminació
El 1972 va protagonitzar el seu primer llargmetratge "Si se calla el cantor", amb Olga Zubarry, sobre el triomf d'un cantant, després d'haver passat per una sèrie de males experiències.
El 1974, dirigit pel mateix director, Enrique Dawi, va protagonitzar "La vuelta de Martín Fierro", amb Onofre Lovero, sobre la vida de José Hernández i la seva obra.
Rep amenaces de mort, és víctima d'atemptats amb bombes, i ha d'exiliar-se a Espanya. La dictadura militar argentina li censura algunes de les seves cançons, com "La guerrillera", "Estamos prisioneros" i d'altres., i retira i fa desaparèixer els seus discos. Torna a l'Argentina el desembre de 1978, i el 20 de gener de 1979 li posen una bomba a la seva casa del carrer Nahuel Huapi de Buenos Aires. Decideix, però, romandre a l'Argentina, encara que només actua a l'interior del país.
Amb el retorn de la democràcia el 1983, torna a donar recitals arreu i a sortir a la televisió.
El 1987 actua a la "Fiesta Nacional de la Tradición Frente al Mar" a Miramar (Buenos Aires).
Des del 2007 viu a la seva finca de Luján, coneguda com a "Plumas Verdes", i continua cantant i escrivint.
El 24 d'octubre del 2009 va actuar en el Luna Park (Buenos Aires).

## Novel·les
- "El loco de la guerra"
- "Las cartas del silencio"
- "Sapucay"
- "Memorias del Cantor".Autobiografia.